# Carlos Barbosa
Carlos Barbosa este un oraș în Rio Grande do Sul (RS), Brazilia.